# Leandro Vissotto
Leandro Vissotto Neves (Rio de Janeiro, 30 de abril de 1983) é um jogador de voleibol brasileiro.

## Carreira
Iniciou a carreira em 1995 no time de vôlei do Flamengo. Passou pelos times do Unisul, Minas e Suzano. Jogou na Itália pelas equipes do Latina, Taranto e Trentino. Alguns de seus títulos são: tricampeão paulista, tricampeão catarinense, campeão mineiro, bicampeão da Champions League (Europa) 2009 e 2010, vice-campeão italiano 2008 e 2009, campeão Mundial de Clubes 2009, campeão Copa Itália 2010, campeão brasileiro de seleções, campeão sul-americano infanto-juvenil em 2000, campeão mundial infanto-juvenil em 2001, campeão sul-americano 2009, campeão Copa dos Campeões 2009, campeão da Liga Mundial em 2009 e 2010 pelo Brasil. Campeão Mundial 2010. Atualmente, defende o time do Vôlei Renata.
Leandrão ou Vissotto, como é chamado por seus colegas de equipe, não jogou a final da Liga Mundial 2010 pois na semifinal contra Cuba levou um pisão no pé do jogador Leal.

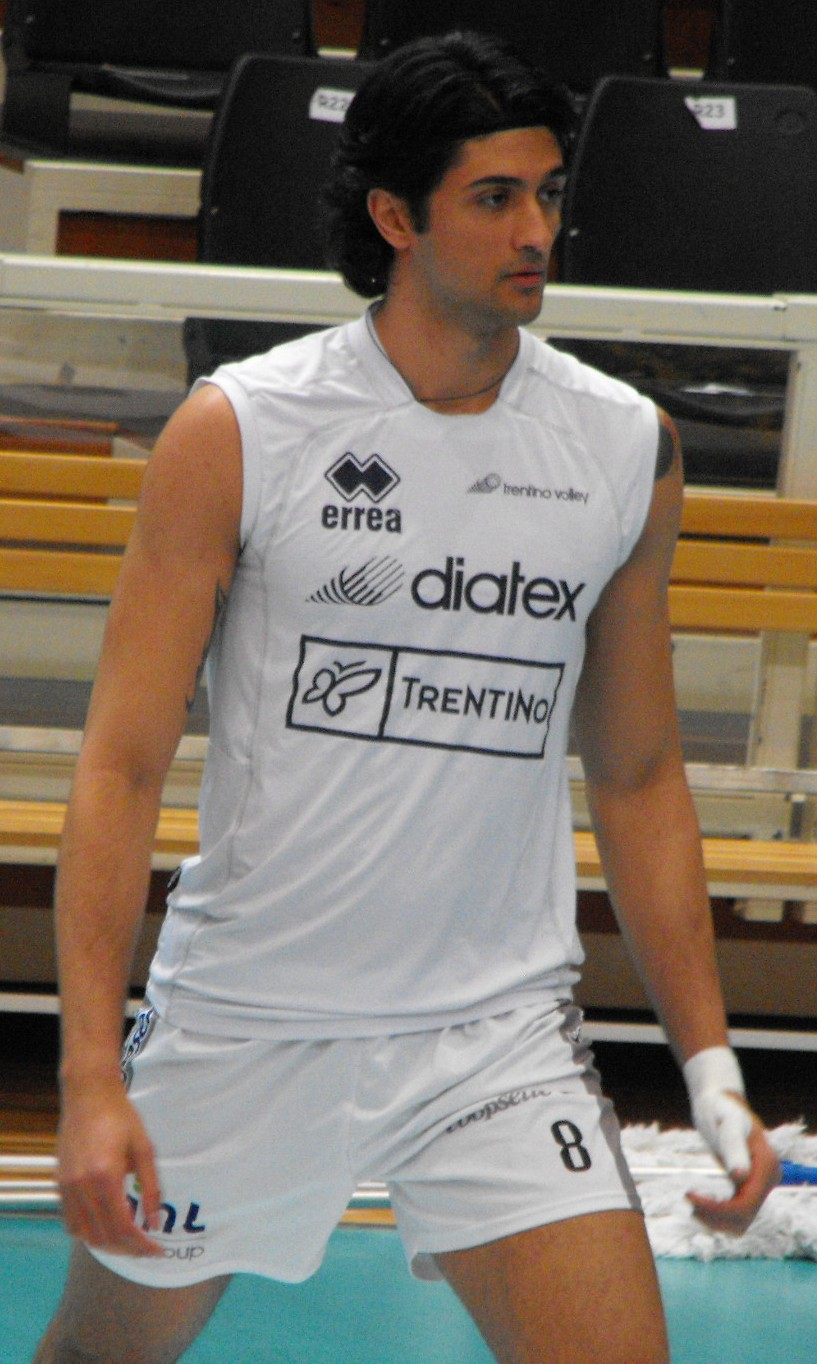
Leandro Vissotto pelo Trentino na Itália
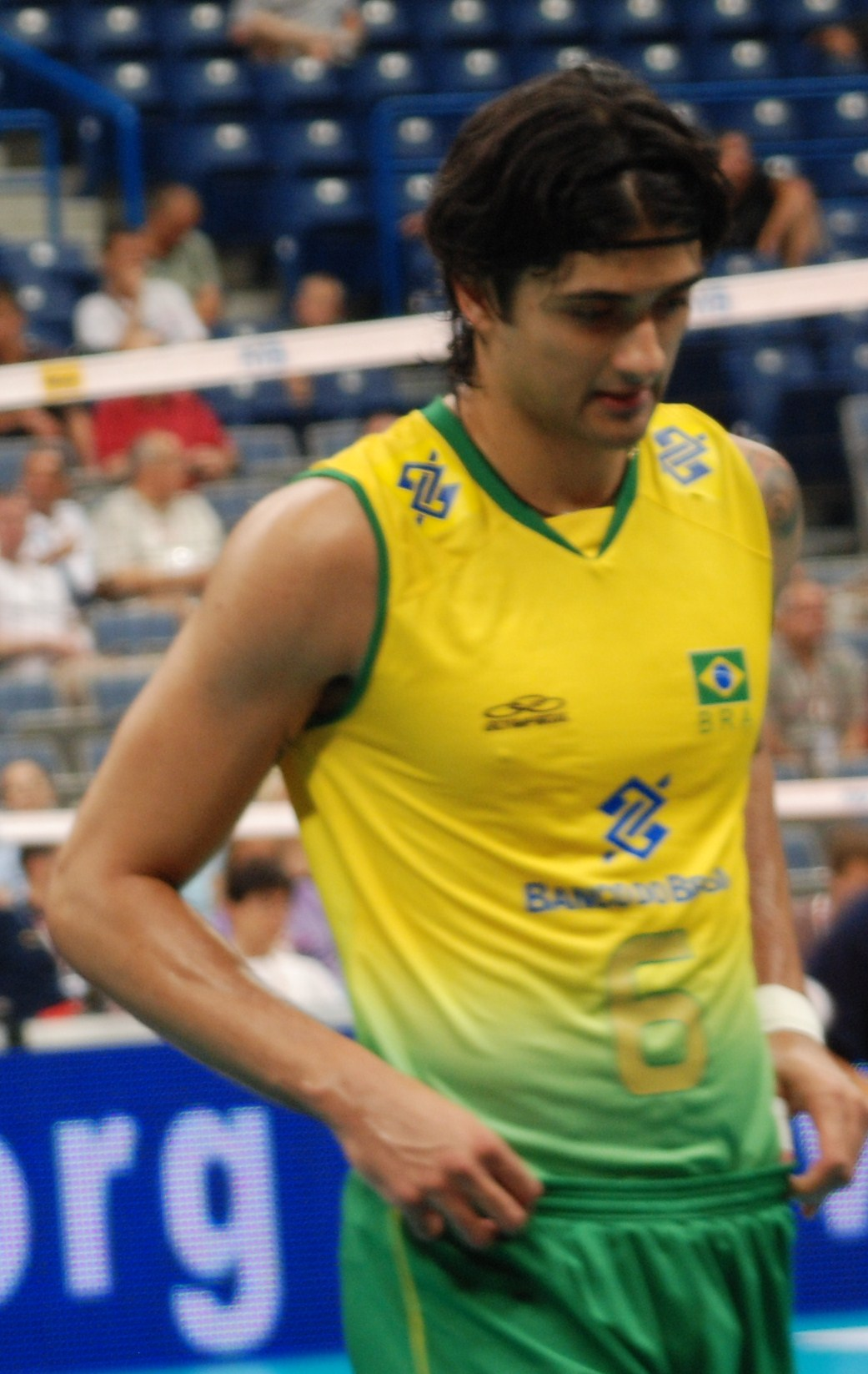
Leandro Vissotto pela Seleção Brasileira de Voleibol

## Premiações individuais
- Melhor Oposto do Campeonato Sul-Americano de Clubes de 2022